# Вступление Финляндии и Швеции в НАТО
В мае 2022 года Швеция и Финляндия подали заявки на вступление в НАТО. Для обеих стран это ознаменовало отказ от политики  военного нейтралитета, которого они придерживались на протяжении многих десятилетий. Такой разворот внешней политики этих государств стал реакцией на российское вторжение на Украину, которое началось 24 февраля 2022 года. Швеция и Финляндия сочли, что действия России кардинально изменили вызовы и риски для их национальной безопасности. По мнению граждан этих государств, нейтралитет больше был не способен быть гарантией ненападения. Швеция и Финляндия имели сильные вооружённые силы, которые активно взаимодействовали с НАТО в течение многих лет. Также в 1995 году Швеция и Финляндия стали членами Европейского союза. Их вступление в НАТО резко усилило бы позиции Альянса в Балтийском море, что стало бы одним из крупнейших геополитических последствий российского вторжения в Украину.
Вступление Финляндии в НАТО состоялось 4 апреля 2023 года. Так как сухопутная граница между РФ и Финляндией составляет примерно 1300 километров, то после присоединения Финляндии к НАТО протяжённость сухопутной границы между Россией и членами Североатлантического Альянса практически удвоилась.
Швеция вступила в НАТО 7 марта 2024 года.

## Предыстория
Организация Североатлантического договора была создана в 1949 году для защиты Европы от угрозы со стороны СССР. Советский Союз, контролировавший Восточную Европу, в ответ создал собственный военный блок — Варшавский договор. НАТО и Организация Варшавского договора никогда не воевали друг с другом, однако противостояние между этими блоками в годы Холодной войны продлилось более трех десятилетий.

### Финляндия
После русско-шведской войны 1808-1809 годов Финляндия, до этого входившая в состав Шведского королевства, стала частью Российской империи. В составе Российской империи Финляндия имела значительную автономию, но после отделения от Швеции у финнов началось активное формирование собственного самосознания. Во время Первой мировой войны финляндский сейм объявил о нейтралитете, а 6 декабря 1917 года Финляндия провозгласила свою независимость. В 1918 году в Финляндии произошла ожесточенная гражданская война, в ходе которой «белые» финны победили «красных».
30 ноября 1939 Советский Союз напал на Финляндию, пытаясь отодвинуть границу от Ленинграда и установить в стране марионеточное правительство — ФДР. Как страна-агрессор СССР был исключен из Лиги наций. Советское вторжение должно было завершиться быстрым блицкригом, однако в ходе начавшейся Зимней войны Финляндия сумела организовать успешную оборону против Красной армии и нанести ей значительные потери. В ходе Зимней войны Швеция оказывала Финляндии военную поддержку. В марте 1940 года СССР согласился подписать с Финляндией мирный договор, по результатам которого Финляндия потеряла часть своей территории, однако сохранила независимость. В 1941 году начинается новая война СССР и Финляндии на фоне вторжения нацистской Германии в СССР. 19 сентября 1944 года Финляндия выходит из войны против СССР, окончательно теряя часть Карелии.
После Второй мировой войны финские власти были вынуждены проводить внешнеполитический курс, который получил название «Финляндизация». В 1947 и 1948 годах Финляндия подписала Парижский мирный договор и Договор о дружбе, сотрудничестве и взаимной помощи с СССР. Финляндия отказалась от плана Маршалла и в своей внешней политике была вынуждена учитывать интересы СССР. Она стала нейтральным буферным государством между СССР и НАТО, не входя также ни в ЕС, ни в СЭВ. Финские политики и СМИ воздерживались от критики Советского Союза, однако Финляндия смогла наладить с СССР выгодные экономические отношения. При этом в Финляндии сохранилась либеральная демократия и рыночная экономика. Политика нейтралитета действовала на протяжении холодной войны. Несмотря на это, Финляндия разрешала НАТО использовать своё воздушное пространство и участвовала в других актах сотрудничества.
После окончания Холодной войны Финляндия сильно сблизилась с Западом. В 1994 году Финляндия присоединилась к программе сотрудничества с НАТО «Партнёрство во имя мира», а в 1995 году вступила в Европейский союз, однако в отличие от многих стран Восточной Европы не стремилась к вхождению в НАТО. Однако с 1990-х годов Хельсинки стремились максимально приблизиться к стандартам НАТО. С 1995 года Финляндия принимала участие в силах НАТО по поддержанию мира в Боснии и Герцеговине (IFOR, с 1996 года — SFOR). С 1999 года Финляндия предоставляла военнослужащих для военного контингента НАТО в Косово (KFOR). С 2002 по 2021 год существовал финский военный контингент в Афганистане в составе сил ISAF и сменившей их операции «Решительная поддержка». Финляндия стала членом созданного в 1997 году Совета евро-атлантического партнёрства. В 2008 году страна присоединилась к Силам быстрого реагирования НАТО. После аннексии Россией Крымского полуострова в сочетании с поддержкой Москвой сепаратистов на востоке Украины в 2014 году отношение к России у Финляндии резко ухудшилось и она расширила своё сотрудничество с НАТО. Тогда же она стала партнёром Программы расширенных возможностей НАТО. В 2017 году Финляндия вошла в состав объединённых экспедиционных сил под командованием Великобритании, созданных по инициативе НАТО.

### Швеция
После окончания Наполеоновских войн Швеция более 200 лет придерживалась политики военного нейтралитета. Швеции удалось избежать участия и в Первой, и во Второй мировых войнах. Во время Холодной войны Швеция не вступила ни в НАТО, ни в ОВД. Однако при этом Швеция активно сотрудничала  в военной сфере с западными странами.
После  окончания Холодной войны Швеция одной из первых стран присоединилась к программе НАТО «Партнёрство во имя мира», а в 1995 году вступила в ЕС. Шведские военные и гражданские специалисты начали участвовать в различных операциях, проводимых по мандату ООН под руководством НАТО: в Боснии, Косово, Афганистане, Мали. В 2011 году Швеция приняла участие в интервенции коалиции во главе с НАТО в Ливии.
24 сентября 2021 года министры обороны Швеции, Дании и Норвегии подписали соглашение об углублении оборонного сотрудничества. Тогда шведский министр обороны Петер Хультквист обвинил Россию в ухудшении ситуации в Северной Европе и проливах Балтийского моря, заявив что Москва «готова использовать свою военную мощь для достижения политических целей и задач».

## Вступление

### Финляндия

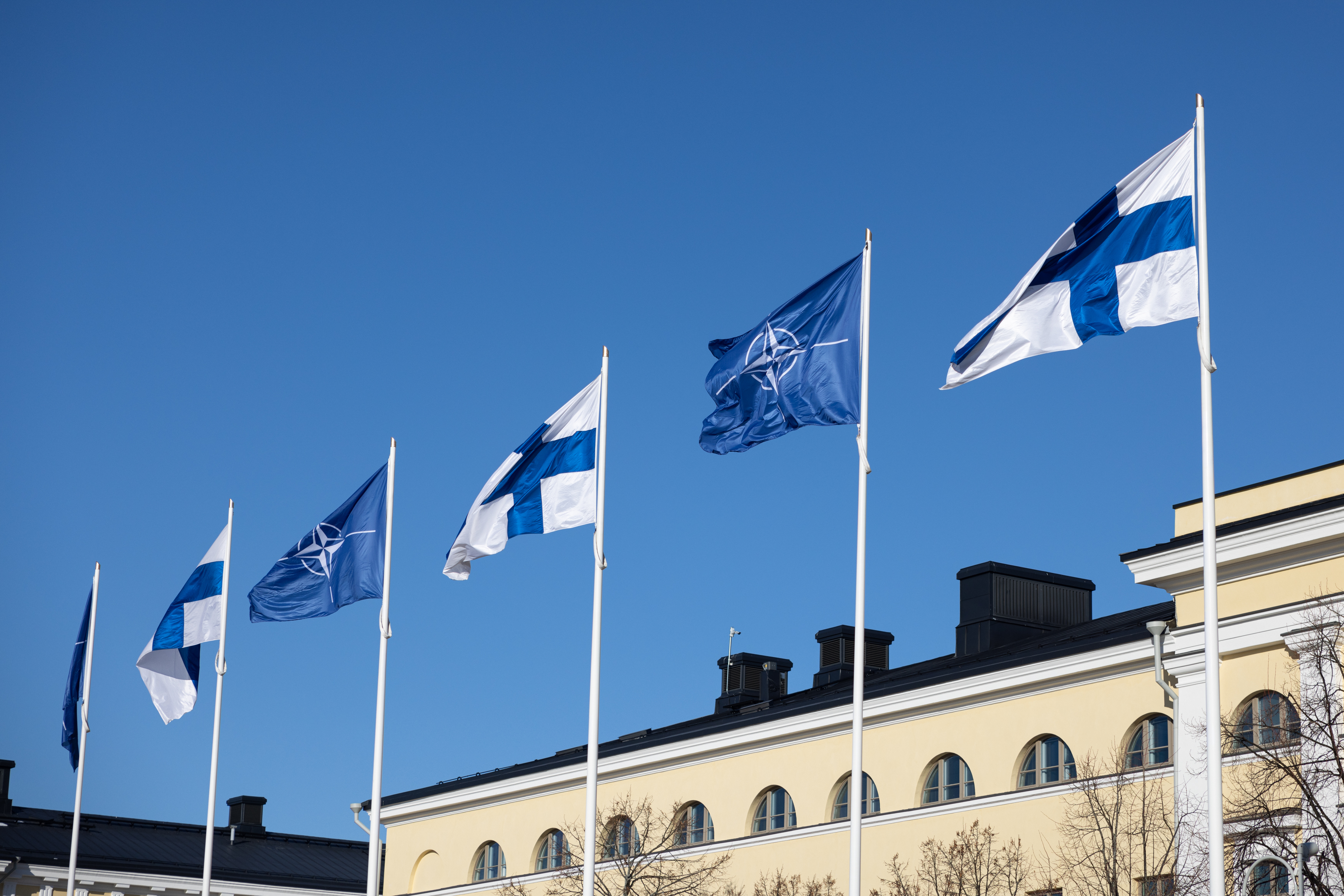
Флаги Финляндии и НАТО перед зданием Министерства иностранных дел Финляндии, 4 апреля 2023 года

24 февраля 2022 года началось вторжение России на Украину, что заставило Финляндию увидеть «российскую угрозу». Поддержка вступления в НАТО среди финнов резко выросла. В мае 2022 года в Финляндии в ходе соцопросов присоединение к НАТО поддерживало 76% опрошенных. Многие эксперты отмечали, что российское вторжение в Украину у финнов вызвало ассоциации с Зимней войной. В марте 2023 года президент Финляндии  Саули Ниинистё вспоминал о Зимней войне, говоря: «Россияне думали, что как только они сконцентрируют у нашей границы большие силы, то всё остальное произойдёт само собой, все тут же разбегутся в стороны», после чего провел параллель между этой войной и российским вторжением в Украину.
15 мая президент Саули Ниинистё и правительство решили, что Финляндия подаст заявку в НАТО. 17 мая финский парламент (эдускунта) одобрил подачу заявки, 188 депутатов проголосовали «за», 8 — «против». 18 мая посол Финляндии в НАТО Клаус Корхонен и посол Швеции в НАТО Аксель Вернхофф одновременно в Брюсселе вручили генеральному секретарю НАТО Йенсу Столтенбергу заявки на вступление в НАТО. 5 июля подписан протокол о вступлении Финляндии в НАТО. Таким образом, Финляндия отказалась от нейтралитета, которого придерживалась 75 лет.
К 31 марта 2023 года все страны НАТО, включая медливших Венгрию и Турцию, ратифицировали вступление Финляндии в НАТО. После того, как все страны НАТО уведомили правительство США, являющееся депозитарием Вашингтонского договора 1949 года о создании НАТО, 4 апреля Финляндия стала 31-м членом НАТО. Генеральный секретарь НАТО Йенс Столтенберг заявил, что альянс не будет разворачивать войска в Финляндии без её согласия. Он также назвал процесс ратификации самым быстрым в современной истории НАТО.

### Швеция
Швеция подала заявку на вступление одновременно с Финляндией 18 мая 2022 года, 5 июля были подписаны протоколы о вступлении.
По состоянию на 4 апреля 2023 года, вступление Швеции в НАТО ратифицировали все страны-участницы, кроме Турции и Венгрии.
21 января 2023 года Reuters сообщил об антитурецких протестах в Стокгольме. Расмус Палудан, лидер датской ультраправой политической партии Hard Line, сжёг Коран перед посольством Турции; сообщалось, что эта акция была организована при поддержке бывшего журналиста Ruptly, пророссийского активиста Чанга Фрика. В городе также прошли отдельные акции протеста в поддержку курдов и против заявки Швеции на вступление в НАТО.
МИД Турции решительно осудил акцию по сожжению Корана, назвав её антиисламским актом и нападением на священную книгу. Турция заявила об отмене запланированного визита министра обороны Швеции в Анкару.  23 января президент Турции Реджеп Эрдоган заявил, что Швеции не следует ожидать от Турции поддержки её заявки на членство в НАТО и назвал акцию в Стокгольме богохульством, а её организаторов — террористами и врагами ислама.
27 марта парламент Венгрии одобрил ратификацию соглашения о вступлении Финляндии в НАТО, но, по инициативе правящей фракции ФИДЕС, отложил рассмотрение вопроса вступления Швеции. Министр иностранных дел Венгрии Петер Сийярто заявил, что правительство не намерено давить на парламент в этом вопросе.
10 июля 2023 года генеральный секретарь НАТО Йенс Столтенберг заявил, что президент Турции Эрдоган согласился поддержать вступление Швеции в НАТО, через два дня это было подтверждено самим Эрдоганом. Однако последний заявил, что соответствующее решение будет принято в октябре из-за парламентских каникул. Как только стало известно, что Турция будет поддерживать вступление Швеции в НАТО, премьер-министр Венгрии Виктор Орбан заявил, что Венгрия также не будет блокировать вступление Швеции и поддержит её членство.

## Процесс ратификации
| №  | Государство-член НАТО | Дата вступления в силу ратификации | Дата вступления в силу ратификации |
| №  | Государство-член НАТО | Финляндия                          | Швеция                             |
| -- | --------------------- | ---------------------------------- | ---------------------------------- |
| 1  | Албания               | 11 августа 2022                    | 11 августа 2022                    |
| 2  | Бельгия               | 11 августа 2022                    | 11 августа 2022                    |
| 3  | Болгария              | 9 августа 2022                     | 9 августа 2022                     |
| 4  | Великобритания        | 8 июля 2022                        | 8 июля 2022                        |
| 5  | Венгрия               | 31 марта 2023                      | 7 марта 2024                       |
| 6  | Германия              | 20 июля 2022                       | 20 июля 2022                       |
| 7  | Греция                | 14 октября 2022                    | 14 октября 2022                    |
| 8  | Дания                 | 5 июля 2022                        | 5 июля 2022                        |
| 9  | Исландия              | 6 июля 2022                        | 6 июля 2022                        |
| 10 | Испания               | 6 октября 2022                     | 6 октября 2022                     |
| 11 | Италия                | 17 августа 2022                    | 17 августа 2022                    |
| 12 | Канада                | 5 июля 2022                        | 5 июля 2022                        |
| 13 | Латвия                | 22 июля 2022                       | 22 июля 2022                       |
| 14 | Литва                 | 4 августа 2022                     | 4 августа 2022                     |
| 15 | Люксембург            | 9 августа 2022                     | 9 августа 2022                     |

| №  | Государство-член НАТО | Дата вступления в силу ратификации | Дата вступления в силу ратификации |
| №  | Государство-член НАТО | Финляндия                          | Швеция                             |
| -- | --------------------- | ---------------------------------- | ---------------------------------- |
| 16 | Нидерланды            | 20 июля 2022                       | 20 июля 2022                       |
| 17 | Норвегия              | 7 июля 2022                        | 7 июля 2022                        |
| 18 | Польша                | 3 августа 2022                     | 3 августа 2022                     |
| 19 | Португалия            | 11 октября 2022                    | 11 октября 2022                    |
| 20 | Румыния               | 22 августа 2022                    | 22 августа 2022                    |
| 21 | Северная Македония    | 22 августа 2022                    | 22 августа 2022                    |
| 22 | Словакия              | 4 октября 2022                     | 4 октября 2022                     |
| 23 | Словения              | 24 августа 2022                    | 24 августа 2022                    |
| 24 | США                   | 18 августа 2022                    | 18 августа 2022                    |
| 25 | Турция                | 4 апреля 2023                      | 23 января 2024                     |
| 26 | Финляндия             | —                                  | 4 апреля 2023                      |
| 27 | Франция               | 16 августа 2022                    | 16 августа 2022                    |
| 28 | Хорватия              | 25 августа 2022                    | 25 августа 2022                    |
| 29 | Черногория            | 13 сентября 2022                   | 13 сентября 2022                   |
| 30 | Чехия                 | 19 сентября 2022                   | 19 сентября 2022                   |
| 31 | Эстония               | 22 июля 2022                       | 22 июля 2022                       |

## Реакция России
Россия воздерживалась от резких заявлений в ответ на процесс вступления в НАТО Финляндии и Швеции, хотя ее реакция и была негативной.
14 мая 2022 года президент Финляндии Саули Ниинистё позвонил российскому президенту Владимиру Путину, чтобы лично сообщить ему о решении Финляндии вступить в НАТО. Финский президент заявил Путину, что «выдвинутые в конце 2021 года требования России, призванные предотвратить вступление других стран в НАТО», и российское вторжение в Украину в феврале 2022 года «коренным образом изменили для Финляндии ситуацию с безопасностью». По словам Ниинистё, между ним и Путиным состоялся «прямой и откровенный разговор», который прошёл без каких-то обострений. В то же время сразу после того, как власти Финляндии заявили о желании войти в НАТО, МИД РФ опубликовал заявление, в котором пригрозил ответными мерами «как военно-технического, так и иного характера в целях купирования возникающих в этой связи угроз её национальной безопасности». Также журналисты отмечали, что на следующей день после того как финские власти заявили о начале процесса вступления в НАТО, Россия прекратила подачу электроэнергии в Финляндию, что, однако, не имело сколь-нибудь серьезных последствий, так как на Россию приходилось только около 10% получаемого Финляндией электричества и его было относительно просто заместить из других источников.
В марте 2023 года стало известно, что аэродром Левашово под Петербургом станет пунктом базирования морской авиации. В регионе Финского залива морской авиации РФ раньше не было и теперь она может появится, отмечают «Известия». Финляндия имеет флот, и новый авиационный полк может быть развернут на этом аэродроме для работы по нему в случае агрессивных действий. Также пресс-секретарь президента РФ Песков заявил, что «вступление Финляндии в НАТО – посягательство на интересы и безопасность России».